# Roraimamassivet
Roraimamassivet, även Roraima-Tepui, Monte Roraima eller Cerro Roraima, är ett bergsmassiv som ligger på gränsen mellan Venezuela, Brasilien och Guyana. Berget är ett platåberg (tepui) med höga stup.
Toppen ligger 2 810 meter över havet (alternativ höjd 2 772 meter), och Roraimamassivet är Guyanas högsta berg. Det är ett av Sydamerikas högsta berg utanför Anderna och en av de mest framträdande delarna i Guyanas högland.

## Geografi och geologi
Roraimamassivet är beläget i öster i den centrala delen av Guyanas högland, bland de så kallade Pakaraimabergen. Det är ingalunda det högsta av höglandets platåberg men möjligen det mest kända.

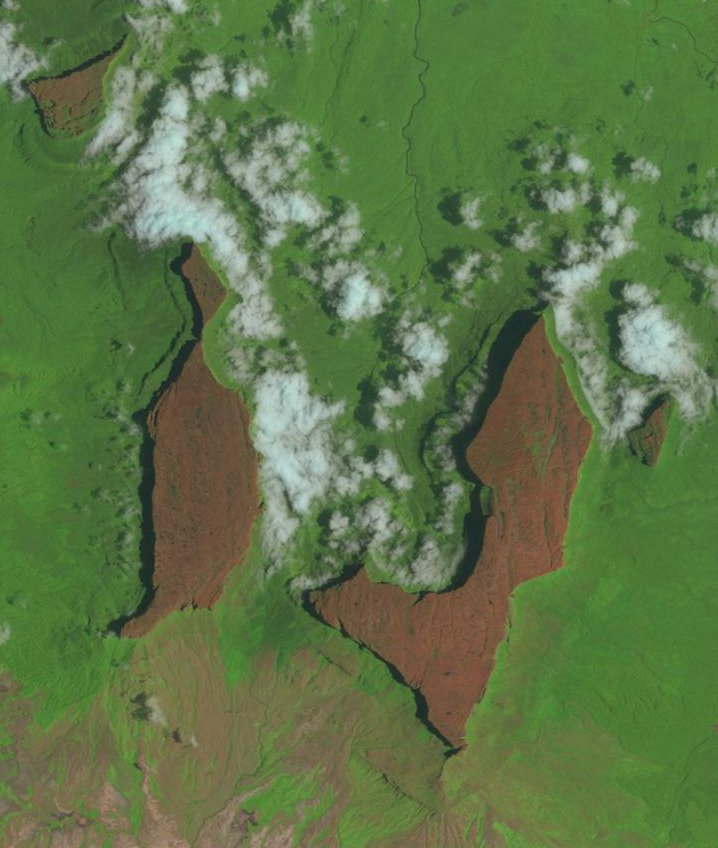
Satellitfoto av en del tepui-berg, där deras flata toppar (i brunt) står ut mot den gröna djungeln. Kukenán-tepui syns till vänster, Roraima (med sidoberget Wei-Assipu-tepui) höger därom och Yuruaní-tepui uppe till vänster.

Roraima är ett platåberg av typen tepui. Det har en flat topp som omges av cirka 400 meter höga stup och längre ner mer flacka sluttningar. Ordet tepui på det lokala pemon-språket betyder 'gudarnas hus', och i många hundra år undvek man att bege sig upp på dessa berg i fruktan för gudarnas straff. Dessutom gick rykten om märkliga varelser som levde uppe på bergens toppar.
Till skillnad från de relativt unga Anderna (25 miljoner år), har bergen i Guyanas högland ett äldre ursprung. Materialet i bergen är sandsten som lagrades som sediment för drygt 2 miljarder år sedan i den dåtida oceanbottnen. Genom olika geologiska processer förvandlades sanden till sandsten, och sedimenten lyftes upp ovan vattenytan. Via erosion nöttes delar av sandstenen bort, och för cirka 70 miljoner år sedan framträdde dagens tepui-berg (inklusive Roraima) som isolerade berg omgivna av lägre liggande, djungeltäckt mark. Under de olika lagren av sandsten finns längst ner magmatiska bergarter, vilka motsvarar det urberg som bildar basen i den äldsta delen av jordskorpan.
Nedför Roraimas sidor faller ett antal vattenfall. Vattnet kommer från de på toppen närmast dagliga regnen, vilka medför att bergstoppen ofta är molntäckt.

## Biologi och i kulturen
Genom sitt läge på gränsen mellan tre länder kan det nås från flera håll, och berget anses ha inspirerat till Arthur Conan Doyles bok En försvunnen värld (1912). I den fantastiskt inspirerade boken beskriver Doyle förekomsten av dinosaurier högt uppe på isolerade berg någonstans i Amazonas.
Inga dinosaurier har i verkligheten påträffats på Roraima (eller på något annat av regionens platåberg) men däremot gott om endemiska djur- och växtarter som på bergens svårtillgängliga toppar kunnat utvecklas utan inverkan från omvärlden. Genom sin placering högt ovan djungeln, på en bergstopp där det ständiga regnandet minskar sedimentation och ansamling av organiskt material, är jordtäcket och växtlivet begränsat, vilket också medför en mindre andel större djur. Växtlivet har anpassat sig därefter, och många av växterna är av typen köttätande växter.
När expeditionen ledd av Sir Everard im Thurn 1884 via en nyupptäckt skogklädd ramp klättrade upp till bergets topp uppdagades bergstoppens karaktär. Det är ett landskap fyllt av klippor, med gott om buskvegetation och mellanliggande sandiga träskområden. Thurns expedition – som sponsrades av Royal Geographical Society –  var den första som lyckades bestiga en tepui, och via beskrivningarna av Roraima kom därefter den säregna världen på tepui-bergens toppar att bli kända för en vidare omvärld.
35 procent av djuren och växterna uppe på Roraimas topp är endemiska, inklusive Oreophrynella quelchii (Roraimas buskpadda); paddan finns dock även på det mycket mindre sidoberget Wei-Assipu-tepui strax öster om huvudberget. Uppskattningsvis 70 procent av djur- och växtlivet på områdets platåberg förekommer inte utanför/nedanför denna särskilda biotop, och många av organismerna motsvarar arter som varit försvunna sedan flera miljoner år tillbaka.

## Bildgalleri

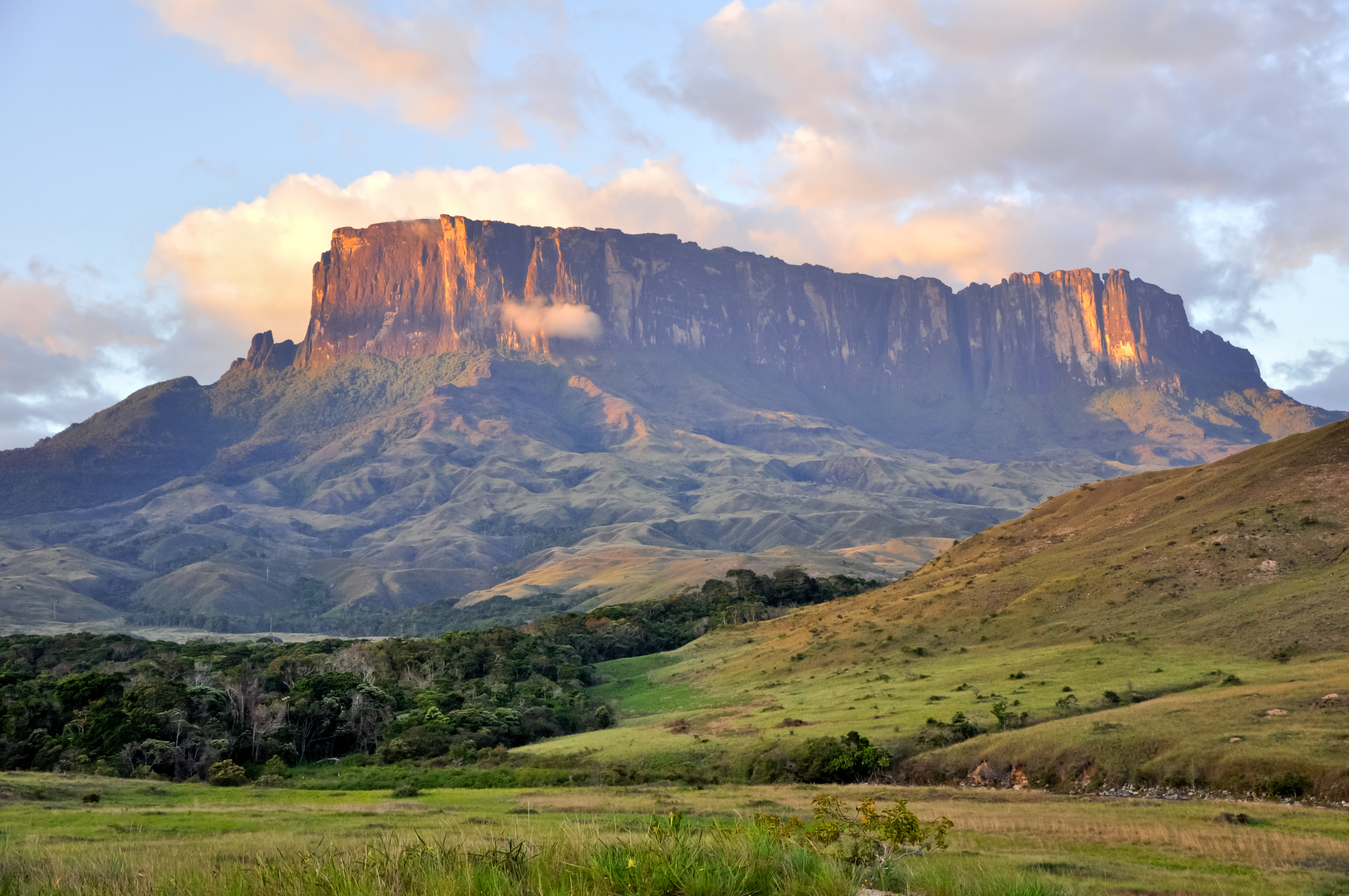
Roraima västerifrån, under det omgivande områdets torrtid.
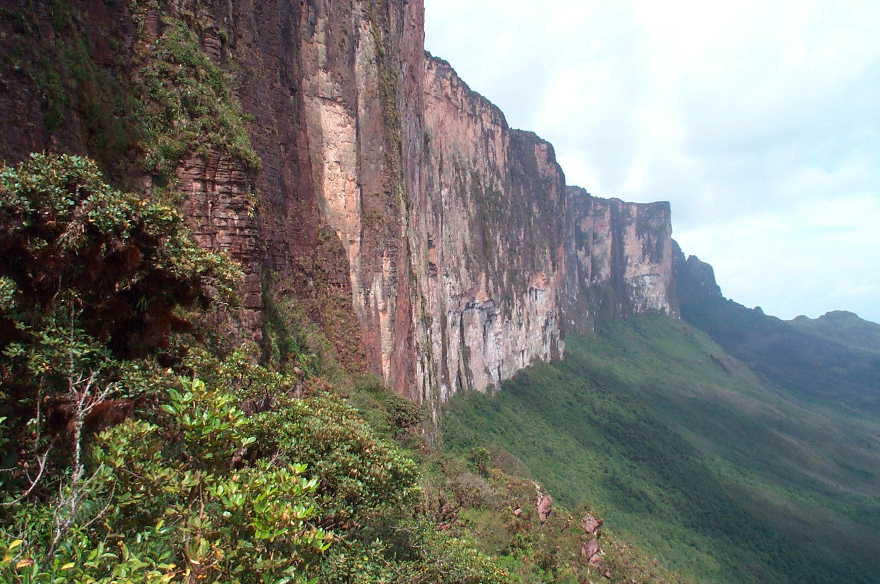
Lodräta bergssidor.
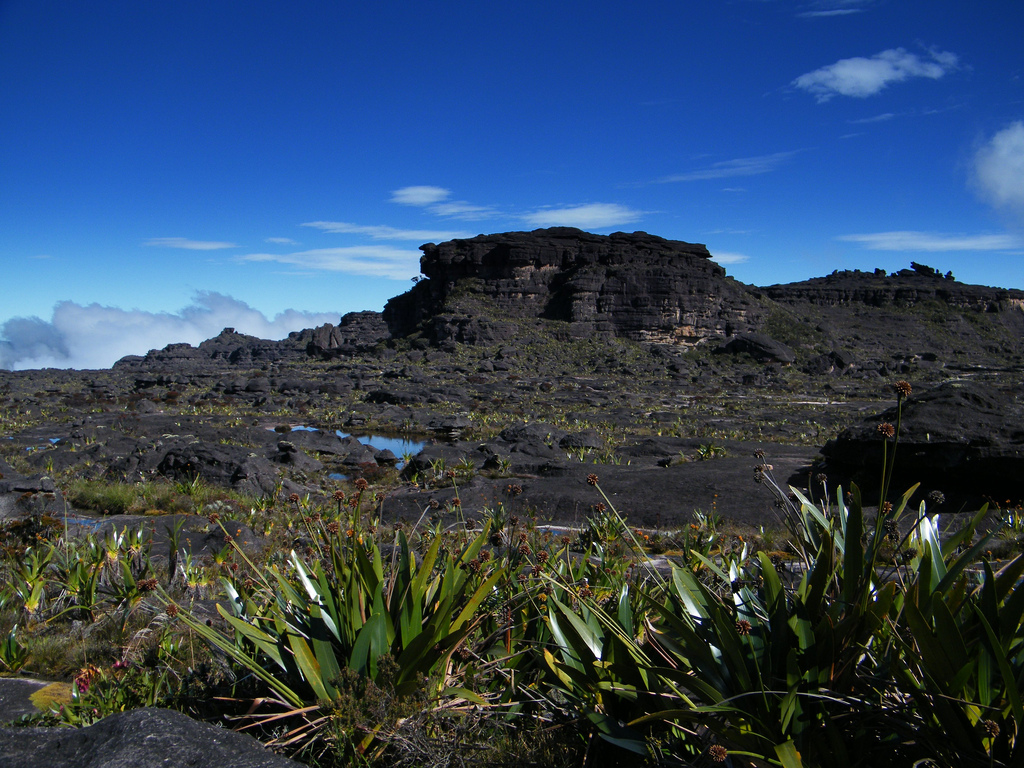
Klipplandskap på Roraima, med den högsta punkten "El Maverick".
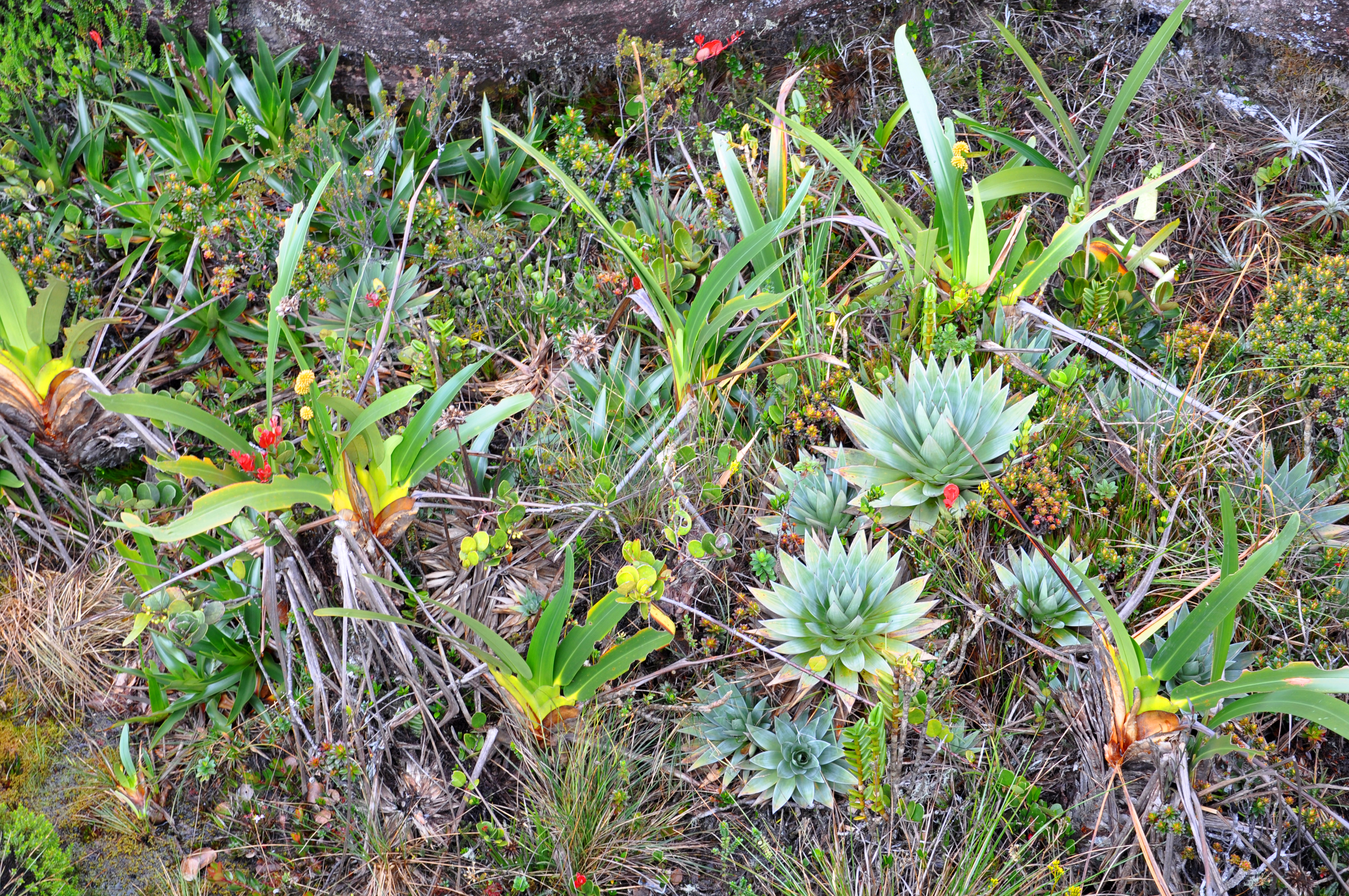
Typisk vegetation uppe på Roraimas topp.